# Falcata
Pour les articles homonymes, voir Falcata (homonymie).
La falcata est un sabre permettant de combattre principalement de taille, mais aussi d'estoc, en fer dont le tranchant est à l'intérieur de la courbe de la lame. Elle fut une des principales armes blanches utilisées par les Ibères, entre le VIe et le Ier siècle avant l’ère commune, avant la conquête romaine de la péninsule, sans doute pour le combat fantassin en corps à corps. Redécouverte en grand nombre lors des fouilles au XIXe siècle et seulement dans la péninsule Ibérique, elle devient alors symbole de l'arme nationale espagnole.

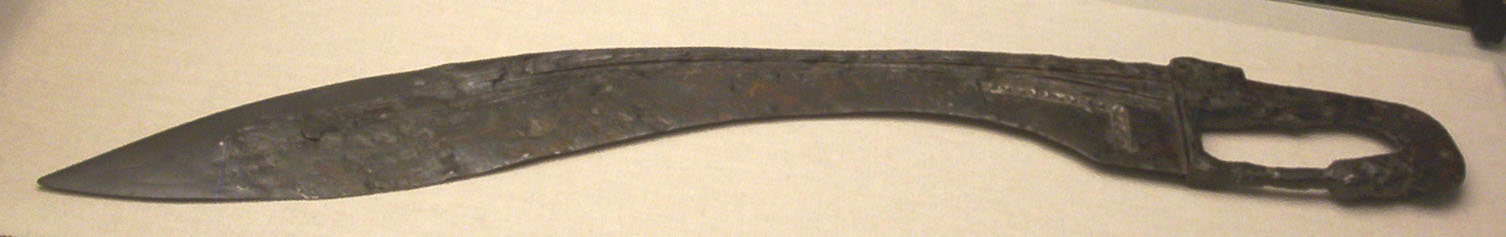
Falcata du, au Musée archéologique national de Madrid

## Nom
Le terme falcata ne vient pas de l'Antiquité. Il semble qu'il ait été forgé par Fernando Fulgosio (es) en 1872, d'après l'expression latine ensis falcatus, « épée en forme de faucille » (laquelle, néanmoins, désigne la harpé). On suppose qu'il a choisi falcata plutôt que falcatus car le mot espagnol pour « épée », espada, est féminin, bien qu'on puisse supposer d'autres hypothèses. Le nom s'imposa très vite et il est maintenant solidement implanté dans la littérature érudite.

## Forme et usage
La falcata a la forme d'un sabre court d'environ 50 cm mais dont le fil se trouve à l'intérieur de la courbe. Ce tranchant intérieur a la forme d'un double S, la plus grande épaisseur se trouvant au milieu de la lame. La pointe en bout de lame permet des coups d'estoc. La poignée dispose d'une garde. Cette courte taille et cette pointe en fait plutôt une arme de fantassin pour le corps à corps.
Avec le soliferrum (en), une lance entièrement métallique et le grand bouclier rond, elle constituait la panoplie du fantassin ibère, parfois associée à une cuirasse et des jambières.

## Localisation et redécouverte
La falcata n'a été retrouvée que dans la péninsule ibérique, de la basse Andalousie à la Catalogne, correspondant à la zone de peuplement ibère. La plupart des découvertes datent de la seconde moitié du XXe siècle. La falcata va ainsi devenir le symbole de la force combattante des Ibères.

## Origine et influences
Les origines de l'arme font encore débat. La falcata pourrait dériver des couteaux en forme de faucille et des armes sacrificielles de l'âge du bronze et de la culture de Hallstatt et introduite dans la péninsule ibérique par les migrations celtes. Elle pourrait être également venir de Perse ou de l'est méditerranéen (Égypte, Phénicie, Thrace, Anatolie) et être arrivée dans la péninsule ibérique par les échanges autour de la Méditerranée, dont le mercenariat. Une des thèses sur son origine la plus soutenue la relie au kopis, sabre de la Grèce antique, peut-être un développement parallèle, sans qu'elle soit dérivée de celui-ci. Une thèse plus récente place son origine en Italie au VIe siècle avant notre ère.
Ses dimensions sont semblables à celles du gladius (« glaive »), l'épée courte romaine, d'environ 50 cm de lame ; elle aurait peut-être influencé la conception postérieure du gladius, notamment le gladius hispaniensis, dont l'évolution allait tendre jusqu'à la forme droite caractéristique de la lame. En raison de la puissance de la falcata utilisée par les mercenaires ibères de l'armée carthaginoise et de l'humiliation subie par les Romains lors de la bataille de Cannes (-216 av JC) face au général carthaginois Hannibal Barca et son armée, les légions romaines renforcèrent leurs armures et redessinèrent leurs armes de poing. Il est fort probable que la falcata ait influencé la fabrication postérieure de l'arme typique de la légion romaine, le glaive. Il est aussi possible que cette influence sur les armes courtes romaines vienne de l’épée à antennes, également fréquente en Ibérie pré-romaine, et d'origine celtique.

## Qualité et fabrication
Les armées romaines de la deuxième guerre punique et suivantes, furent surprises, durant la conquête de l'Hispanie, par la qualité de ces armes utilisées par les mercenaires ibériques et guerriers de Carthage. La qualité globale de la falcata venait non seulement de sa forme, mais aussi de la qualité du fer. Des plaques d'acier étaient enterrées dans le sol pendant deux à trois ans, corrodant le fer, affaibli, qu'elles contenaient. Avec le reste était fabriquée l'épée. La lame était forgée à partir de trois feuilles de cet acier, qui étaient fondues dans un bas fourneau.